# NGC 6819
NGC 6819 è un piccolo e antico ammasso aperto visibile nella costellazione del Cigno; appare piuttosto ricco e molto concentrato.

## Osservazione

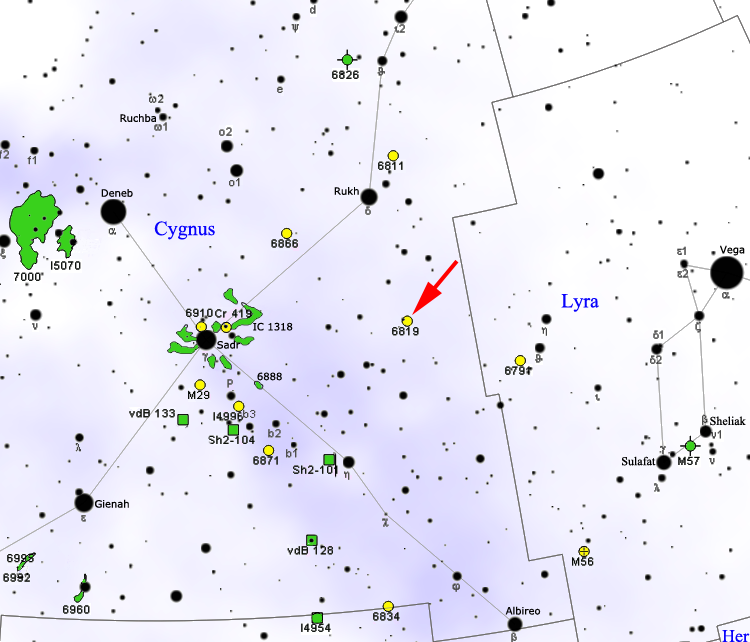
Mappa per individuare NGC 6819.

NGC 6819 è un oggetto di piccole dimensioni, visibile circa cinque gradi a sud della brillante stella δ Cygni, in un ricco campo stellare situato sul bordo della Via Lattea. Attraverso un binocolo 10x50 appare come una piccola macchia chiara indefinita e apparentemente priva di stelle, mentre le sue componenti più brillanti possono essere risolte solo con telescopi di almeno 80mm di apertura. Gran parte delle sue stelle sono di magnitudine 12 e 13 a salire, pertanto una piena risoluzione è possibile solo con strumenti di almeno 200mm di diametro.
Quest'ammasso può essere osservato da entrambi gli emisferi terrestri, sebbene la sua declinazione molto settentrionale favorisca notevolmente gli osservatori dell'emisfero nord; dalle regioni boreali si presenta estremamente alto nel cielo nelle notti d'estate, mentre dall'emisfero australe resta sempre molto basso, ad eccezione delle aree prossime all'equatore. È comunque visibile da quasi tutte le aree abitate della Terra. Il periodo migliore per la sua osservazione nel cielo serale è quello compreso fra giugno e novembre.

## Storia delle osservazioni
NGC 6819 venne osservato per la prima volta da Caroline Herschel il 12 maggio del 1784 e venne in seguito inserito nel catalogo degli oggetti non stellari di suo fratello William Herschel col numero 2048. In seguito l'ammasso venne scoperto indipendentemente da Karl Ludwig Harding in una data sicuramente antecedente al 1824.

## Caratteristiche
Si tratta di un ammasso situato alla distanza di 2360 parsec (7700 anni luce), sul Braccio di Orione in corrispondenza dell'associazione OB Cygnus OB3, con cui non ne condivide tuttavia l'origine: mentre infatti l'associazione ha un'età di pochi milioni di anni, NGC 6819 risulta essere molto più vecchio, con un'età stimata attorno ai 2,5 miliardi di anni; ciò è ben evidente anche per la sua posizione alle alte latitudini galattiche. La metallicità delle sue componenti stellari è simile o al più di poco superiore a quella del Sole.
Si presenta come un oggetto piuttosto popolato e molto concentrato, al punto che sono presenti segni di segregazione di massa e di interazioni fra stelle, come è ben testimoniato dalla scoperta al suo interno di tre stelle vagabonde blu. Data inoltre l'individuazione di almeno tre binarie a eclisse distaccate di lungo periodo, sistemi di per sé di difficile individuazione, è possibile che nell'ammasso vi sia un discreto numero di sistemi di questo tipo.